# Jack Oakie

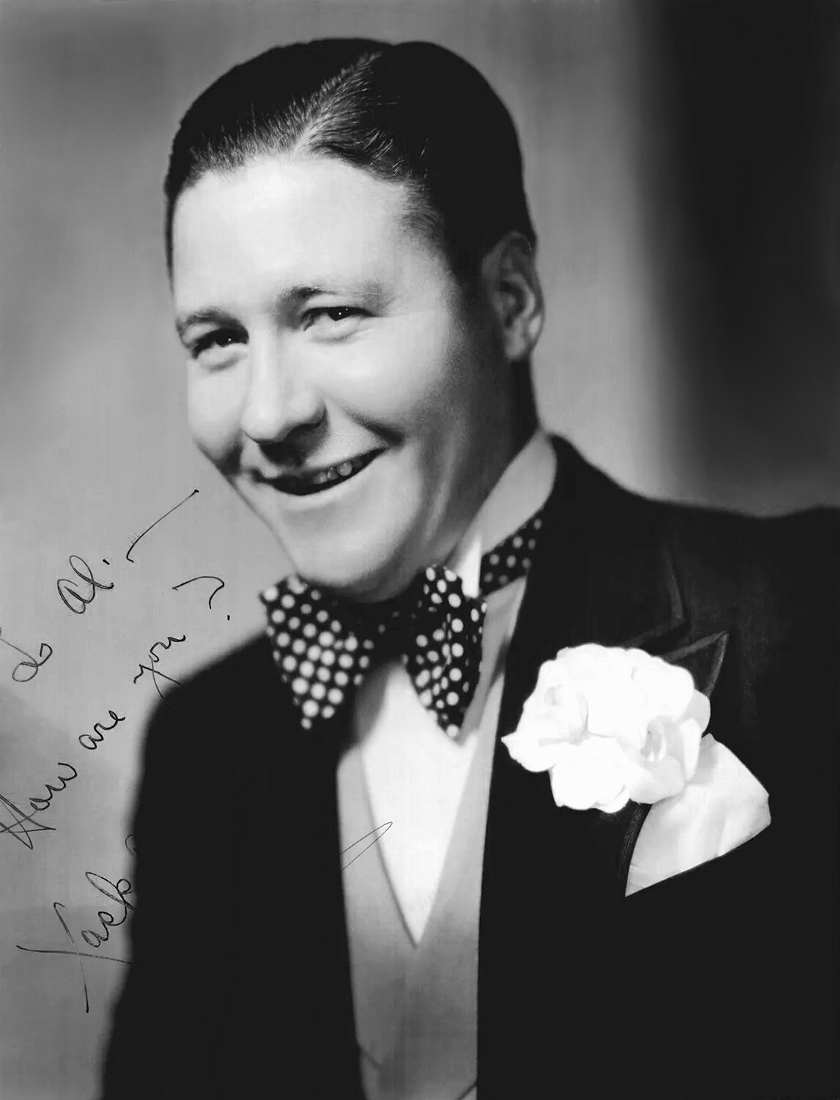
Jack Oakie (1932)

Jack Oakie (* 12. November 1903 in Sedalia, Missouri, als Lewis Delaney Offield; † 23. Januar 1978 in Northridge, Kalifornien) war ein US-amerikanischer Schauspieler.

## Leben und Karriere
Jack Oakie wuchs in Muskogee, Oklahoma, auf. Seinen daher rührenden Spitznamen „O(a)kie“ verband er mit dem Namen der Rolle, die er erstmals auf der Theaterbühne spielte, zu seinem bekannten Künstlernamen. Oakie war zweimal verheiratet. Die erste, 1936 geschlossene Ehe mit Venita Varden wurde 1945 geschieden. 1950 heiratete er ein zweites Mal, diesmal die Schauspielerkollegin Victoria Horne, mit der er bis zu seinem Lebensende zusammen blieb.
Das Arbeitsleben führte Oakie nach New York, wo er als Telefonist bei einem Börsenmakler an der Wallstreet tätig war. Nebenher engagierte er sich in einem Amateurtheater. Nach 1922 schlug er dann eine professionelle künstlerische Laufbahn ein, zunächst als Chormitglied am Broadway. 1927 kam er zum Film und agierte in mehreren Stummfilmen. In der Tonfilmzeit wirkte er zunächst in vielen Filmen mit, die im Collegemilieu spielten, was ihm die Bezeichnung „the world’s oldest freshman“ („der älteste Neustudent der Welt“) einbrachte. Oft wurde der etwas rundliche Darsteller in Rollen besetzt, in denen er „nette, freundliche, geistig ein wenig unterbelichtete bis tumbe Typen mit dem Gemüt eines Fleischerhundes“ mimte (Kay Weniger).
Eine einzige Rolle machte ihn schließlich weltberühmt. In Charlie Chaplins Komödie Der große Diktator parodierte Oakie Italiens faschistischen Diktator Benito Mussolini. Die Rolle brachte ihm eine Oscar-Nominierung ein. Er war hier aus einem starren Rollenklischee ausgebrochen, verkörperte eine komische, zugleich aber auch eine Charakterrolle.
Am Ende seiner Karriere in den 1960er Jahren wirkte Oakie in mehreren bekannten Fernsehserien wie Daniel Boone oder Bonanza mit.
Jack Oakie starb 1978 an Aorteninsuffizienz. Sein Grab befindet sich im Forest Lawn Memorial Park in Glendale, Kalifornien. 

## Filmografie (Auswahl)
- 1923: His Children’s Children
- 1928: Finder’s Keepers
- 1928: Das Mädel aus der Tanzbar (The Fleet’s In)
- 1929: Hit the Deck
- 1930: Paramount-Parade (Paramount on Parade)
- 1931: Juwelenraub in Hollywood (The Stolen Jools, Kurzfilm)
- 1932: Wenn ich eine Million hätte (If I Had a Million)
- 1932: Beine sind Gold wert (Million Dollar Legs)
- 1933: Alice im Wunderland (Alice in Wonderland)
- 1934: Das Phantom der Revue (Murder at the Vanities)
- 1935: Goldfieber in Alaska (The Call of the Wild)
- 1935: The Big Broadcast of 1936
- 1936: King of Burlesque
- 1936: Geheimnisvolle Passagiere (Florida Special)
- 1936: Texas Rangers (The Texas Rangers)
- 1936: That Girl from Paris
- 1937: The Toast of New York
- 1937: Hitting a New High
- 1938: The Affairs of Annabel
- 1940: Young People
- 1940: Der große Diktator (The Great Dictator)
- 1940: Tin Pan Alley
- 1943: Something to Shout About
- 1943: Hello, Frisco, Hello
- 1944: Es geschah morgen (It Happened Tomorrow)
- 1944: The Merry Monahans
- 1944: Sweet and Low-Down
- 1944: Bowery to Broadway
- 1948: Silberkönig (Northwest Stampede)
- 1948: When My Baby Smiles at Me
- 1949: Gefahr in Frisco (Thieves’ Highway)
- 1950: Der letzte Freibeuter (Last of the Buccaneers)
- 1951: Tomahawk – Aufstand der Sioux (Tomahawk)
- 1956: In 80 Tagen um die Welt (Around the World in Eighty Days)
- 1959: Heiße Grenze (The Wonderful Country)
- 1960: Zwei in einem Zimmer (The Rat Race)
- 1961: Ein Pyjama für zwei (Lover Come Back)
- 1963: The Real McCoys (Fernsehserie, drei Folgen)
- 1966: Daniel Boone (Fernsehserie, Folge Goliath)
- 1966: Bonanza (Fernsehserie, Folge A Christmas Story)